# Palythoa zanzibarica
Palythoa zanzibarica är en korallart som beskrevs av Oscar Henrik Carlgren. Palythoa zanzibarica ingår i släktet Palythoa och familjen Zoanthidae. Inga underarter finns listade i Catalogue of Life.